# Markus Karlsson-Bourrioux
Lars Markus Karlsson-Bourrioux, född den 4 augusti 1980, är en svensk journalist och programledare på TV4.
Karlsson-Bourrioux är utbildad inom journalistik vid University of London och strageisk kommunikation vid Linnéuniversitetet. Efter att bland annat ha arbetat som ekonomiredaktör på France 24 under 10 år började han 2019 att arbeta på TV4. Där har han bland annat arbetat som nyhetsankare. I juli 2025 började han som programledare för Nyhetsmorgon.